# Christian Peters (Ratsherr)
Christian Peters (* 1711 in Wismar; † 10. Januar 1755 in Lübeck) war Jurist und Ratsherr der Hansestadt Lübeck.

## Leben
Christian Peters war der Sohn des Kaufmanns Joachim Peters († 1718) in Wismar. Christian Peters studierte 1731 bis 1734 an der Universität Jena und promovierte nach einer Reise nach Wien 1736 an der Universität Greifswald bei Christian Nettelbladt zum Dr. jur. Er wurde zunächst Advokat in Schwerin, später in Lübeck, wo er 1749 in den Rat der Stadt gewählt wurde. Als Ratsherr und Kriegskommissar machte er sich um das Lübecker Stadtmilitär verdient, wo er zahlreiche Verbesserungen einführte. Als Gesandter vertrat er die Stadt gemeinsam mit dem Ratsherrn Georg Wilhelm Detharding in Missionen in Hannover.

## Schriften
- Dissertatio inauguralis iuridica de appellatione ad iudicium imperiale aulicum; Programma ad disputationem inauguralem de appellatione ad iudicium Imp. aulicum, Greifswald [1736] (Dissertation)